# Sachwalter
Sachwalter ist allgemein im deutschen Sprachraum ein Rechtssubjekt, das die Interessen eines Dritten wahren soll.

## Deutschland

### Zivilrecht
Mit Sachwalter ist im deutschen Recht eine Person gemeint, die als Dritter am Abschluss und an der Ausführung eines Vertrages beteiligt ist, also nicht Partei ist oder wird, und die Interessen eines anderen wahren soll, zum Beispiel ein Betreuer oder ein Stellvertreter.
Nach dem BGH sind Sachwalter solche Personen, die wegen ihrer besonderen Sachkunde in hohem Maße das persönliche Vertrauen des Vertragspartners in Anspruch nehmen und diesem erst dadurch die Gewähr für eine ordnungsgemäße Durchführung riskanter Geschäfte geben (vgl. BGHZ 13, 313; 70, 337).

### Insolvenzrecht
Im Insolvenzverfahren wird bei Anordnung der Eigenverwaltung anstelle des Insolvenzverwalters ein Sachwalter bestellt. Der Sachwalter hat unter anderem die wirtschaftliche Lage des Schuldners zu prüfen und die Geschäftsführung sowie die Ausgaben für die Lebensführung zu überwachen. Zudem hat der Sachwalter das insolvente Unternehmen bei der Sanierung beratend zu begleiten.

## Österreich
Die Sachwalterschaft (Kuratel) ersetzte 1984 die Entmündigung und Vormundschaft für Erwachsene. Der Sachwalter (Kurator) war im Rahmen des ihm zugewiesenen Aufgabengebietes gesetzlicher Vertreter des Betroffenen.
Zum 1. Juli 2018 wurde die Sachwalterschaft durch die Erwachsenenvertretung ersetzt.

### Bestellung
Wenn ein Volljähriger mit einer geistigen Behinderung oder psychischen Krankheit nicht in der Lage war, bestimmte Angelegenheiten für sich selbst zu erledigen, ohne dabei Gefahr zu laufen, benachteiligt zu werden, wurde ein Sachwalter bestellt. Körperliche Behinderung und Suchtkrankheiten waren kein Grund für die Sachwalterbestellung. Konnte jemand trotz Behinderung oder psychischer Krankheit seine Angelegenheiten selbst meistern – zum Beispiel mit Hilfe seiner Familie oder psychosozialer Dienste – durfte ebenfalls kein Sachwalter bestellt werden. Rechtsgrundlage war § 273 des ABGB.

### Verfahren
Zuerst musste ein Gerichtsverfahren zur Prüfung der Notwendigkeit einer Sachwalterbestellung eingeleitet werden. Meistens kam eine Anregung für ein Sachwalterschaftsverfahren von einem Angehörigen, einer Behörde oder einem psychosozialen Dienst. Die Anregung konnte schriftlich oder in Form eines Gespräches erfolgen. Ansprechpartner war der Pflegschaftsrichter desjenigen Bezirksgerichtes, das für den Wohnort des Betroffenen zuständig war. Nur der Betroffene selbst konnte einen entsprechenden Antrag zur Bestellung eines Sachwalters bei Gericht stellen.
Das Bezirksgericht entschied im Verfahren außer Streitsachen. Der Richter musste sich zunächst im Rahmen einer ersten Anhörung ein persönliches Bild vom Betroffenen verschaffen. Seit 1. Juli 2007 konnte der Richter auch ein Clearingverfahren einleiten, um von einem Clearingsachwalter die Lebensumstände des Betroffenen genauer anzusehen und eventuell Alternativen zur Bestellung eines Sachwalters zu prüfen. Schienen ihm danach immer noch die Voraussetzungen für die Bestellung eines Sachwalters erfüllt, war ein Gutachten eines Sachverständigen für Psychiatrie einzuholen. Nach Vorliegen des Gutachtens entschied das Gericht nach Durchführung einer mündlichen Verhandlung. In diesem Beschluss war die Aufgabengebiete des Sachwalters ausdrücklich festzuhalten.

### Personenkreis
- Nahestehende Personen

Meistens wurde vom Gericht ein Familienangehöriger oder eine sonstige Vertrauensperson des Betroffenen zum Sachwalter bestellt (§ 279 ABGB).
- Vereinssachwalter

Seit 1984 gab es vom Justizministerium anerkannte Vereine für Sachwalterschaft. Die hauptberuflichen und ehrenamtlichen Sachwalter eines Vereins wurden dann bestellt, wenn keine nahestehende Person für diese Aufgabe zur Verfügung stand.
- Rechtsanwälte oder Notare

Sie wurden dann als Sachwalter eingesetzt, wenn es überwiegend rechtliche Angelegenheiten waren, bei denen der Betroffene eine Unterstützung benötigte.

### Aufgaben
Der Kreis der Aufgaben wurde vom Richter für jeden Fall einzeln festgelegt. Die Aufgaben richteten sich nach den konkreten Angelegenheiten des Betroffenen und der Schwere der Behinderung bzw. psychischen Krankheit.
Bei jeder Bestellung zum Sachwalter war die Angelegenheit der Personensorge jedenfalls umfasst. Gemeint war damit, sich um die gebotene ärztliche und soziale Betreuung der Person zu bemühen.
Beispiele
- Einzelne Angelegenheit (z. B. für die Vertretung im Verfahren bei der Pensionsversicherungsanstalt der Arbeiter)
- Einen Kreis von Angelegenheiten (z. B. für die „Einkommens- und Vermögensverwaltung“, für die „Vertretung gegenüber Behörden“, die „Zustimmung zu Heilbehandlungen“ …)
- Alle Angelegenheiten

Kein Sachwalter war verpflichtet, die tatsächliche Betreuung des Betroffenen selbst zu übernehmen. Er war aber verpflichtet, die ärztliche Versorgung und die soziale Betreuung im notwendigen Umfange zu organisieren und sicherzustellen. Diese grundlegende Aufgabe des Sachwalters hieß Sicherstellung der Personensorge.

### Auswirkungen
Nach § 280 ABGB war die Geschäftsfähigkeit einer Person, für die ein Sachwalter bestellt ist, im Rahmen seiner Aufgabenkreise beschränkt. Im deutschen Betreuungsrecht ist dies nur dann der Fall, wenn neben einer Betreuung zugleich ein Einwilligungsvorbehalt angeordnet wurde.

### Sachwalterschafts-Änderungsgesetz 2006
Das Sachwalterrecht wurde mit Wirkung vom 1. Juli 2007 geändert. Die Kerninhalte des Sachwalterrechts-Änderungsgesetzes 2006 waren:
- Die Zurückdrängung des Instituts der Sachwalterschaft zugunsten der Besorgung der Aufgaben in der Familie,
- eine gesetzliche Vertretungsbefugnis nächster Angehöriger,
- die rechtliche Regelung einer Vorsorgevollmacht,
- die Möglichkeit einer Sachwalterverfügung,
- die Verhinderung von Massensachwalterschaften durch eine Höchstzahl von 5 Sachwalterschaften bei Privatpersonen als Sachwalter und 25 bei Rechtsanwälten und Notaren,
- eine Bestellung des Vereines – bei Vereinssachwalterschaften – und nicht der Mitarbeiter des Vereines zum Sachwalter,
- die Befugnis geeigneter Vereine, Sachwalter, Patientenanwälte und Bewohnervertreter namhaft zu machen,
- die konsumentenschutzrechtliche Pflicht zur Offenlegung der vom Träger der Sozial- oder Behindertenhilfe gedeckten Leistungen bei Unterbringung in Wohn- oder Pflegeheimen auf Kosten der Sozial- oder Behindertenhilfe.

## Liechtenstein
Die Sachwalterschaft (§§ 269 ff. ABGB) ersetzte zum 1. Januar 2011 die Vormundschaft über Volljährige.

## Schweiz
Der Begriff des Sachwalters im Recht der Schweiz ist mehrdeutig. Er steht insbesondere für:
- ein sog. atypisches Organ im Schuldbetreibungs- und Konkursrecht.[3] Als solches ist er für die Durchführung von gerichtlichen Nachlassverfahren (Nachlassstundung/Nachlassliquidation), ausseramtlichen Konkursverfahren und außergerichtlichen Sanierungen (namentlich einvernehmliche private Schuldenbereinigung[4]) prädestiniert. In einigen Kantonen der Schweiz ist für die Ausübung des Sachwalterberufes eine Prüfung notwendig.[5]
- den Verwalter eines Sammelvermögens nach Art. 89b ZGB (in der Fassung vom 19. Dezember 2008, in Kraft getreten am 1. Januar 2013)
- Das Betreuungsrecht erwachsener Personen wird durch das Erwachsenenschutzrecht geregelt (ZGB Art. 360–455), in Kraft seit 1. Januar 2013. Zuständig für diese Betreuungssachen in der Schweiz ist die Erwachsenenschutzbehörde. Diese entspricht ihrer Funktion und Zuständigkeit dem deutschen Betreuungsgericht bzw. den Aufgaben des österreichischen Bezirksgerichts bzw. in Liechtenstein dem Landgericht.